# 나무 (집합론)
순서론과 집합론에서 나무(영어: tree)는 임의의 원소에 대하여 그 미만의 원소들로 구성된 부분 집합이 정렬 전순서 집합을 이루는 부분 순서 집합이다.

## 정의
나무의 개념은 순서론적으로 특정 조건을 만족시키는 부분 순서 집합으로 정의할 수 있으며, 또 범주론적으로 순서수 위의 준층으로 생각할 수도 있다.

### 순서론적 정의
부분 순서 집합 {\displaystyle (T,\leq )}가 다음 조건을 만족시킨다면, 나무라고 한다.
- 임의의 {\displaystyle s\in T}에 대하여, 하집합 {\displaystyle T_{s}=\{t\in T\colon t<s\}}는 정렬 전순서 집합이다.

나무 {\displaystyle T}의 원소 {\displaystyle t\in T}에 대하여, {\displaystyle T_{t}}의 순서형인 순서수 {\displaystyle \operatorname {ht} _{T}(t)}를 {\displaystyle t}의 높이라고 한다. 이는 함수
{\displaystyle \operatorname {ht} _{T}\colon T\to \operatorname {Ord} }
를 정의한다. 높이가 0인 원소는 극소 원소이며, 나무의 극소 원소를 뿌리(영어: root)라고 한다.
나무 {\displaystyle T}의 {\displaystyle \alpha }번째 단계(段階, 영어: level)는 높이 {\displaystyle \alpha }의 원소들의 집합이다. 이를 {\displaystyle \operatorname {lv} (T,\alpha )}로 표기하자. 나무 {\displaystyle T}의 너비(영어: width)는 그 단계들의 크기들의 상한이다.
나무 {\displaystyle T}의 높이 {\displaystyle \operatorname {ht} (T)}는 모든 원소들의 높이를 초과하는 최소의 순서수이다.
{\displaystyle \operatorname {ht} (T)=\min \left\{\alpha \in \operatorname {Ord} \colon \forall t\in T\colon \alpha >\operatorname {ht} _{T}(t)\right\}}
나무 {\displaystyle T}의 가지(영어: branch)는 극대 사슬이다. 나무의 가지 역시 정렬 전순서 집합을 이루며, 따라서 가지의 높이를 정의할 수 있다. {\displaystyle T}의 가지들의 집합을 {\displaystyle \operatorname {Br} (T)}라고 하자.
나무 {\displaystyle T}가 다음 두 조건을 만족시킨다면, {\displaystyle T}를 정돈된 나무(整頓-, 영어: well pruned tree)라고 한다.
- 임의의 순서수 {\displaystyle \alpha <\beta <\operatorname {ht} T} 및 높이 {\displaystyle \alpha }의 원소 {\displaystyle s\in T}에 대하여, {\displaystyle s<t}이자 {\displaystyle \operatorname {ht} _{T}(t)=\beta }인 원소 {\displaystyle t\in T}가 존재한다.
- 뿌리가 유일하다.

### 범주론적 정의
임의의 순서수 {\displaystyle \lambda }에 대하여,
{\displaystyle \lambda =\{\alpha \in \operatorname {Ord} \colon \alpha <\lambda \}}
는 정렬 전순서 집합이므로 작은 얇은 범주로 간주할 수 있다.
높이 {\displaystyle \lambda } 이하의 나무는 {\displaystyle \lambda } 위의 준층이다. 즉, 함자
{\displaystyle T\colon \lambda ^{\operatorname {op} }\to \operatorname {Set} }
이다. 즉, 구체적으로 다음과 같은 데이터로 구성된다.
- 각 순서수 {\displaystyle \alpha <\lambda }에 대하여, 집합 {\displaystyle T(\alpha )}. 이를 나무 {\displaystyle T}의 {\displaystyle \alpha }번째 단계라고 한다.
- 임의의 두 순서수 {\displaystyle \alpha \leq \beta <\lambda }에 대하여, 함수 {\displaystyle f_{\beta \alpha }\colon S_{\beta }\to S_{\alpha }}.

이 데이터는 다음과 같은 함자 조건을 만족시켜야 한다.
- 임의의 세 순서수 {\displaystyle \alpha \leq \beta \leq \gamma <\alpha }에 대하여, {\displaystyle f_{\beta \alpha }\circ f_{\gamma \beta }=f_{\gamma \alpha }}
- 임의의 {\displaystyle \alpha <\lambda }에 대하여, {\displaystyle f_{\alpha \alpha }\colon S_{\alpha }\to S_{\alpha }}는 항등 함수이다.

이 경우, 분리 합집합
{\displaystyle T=\bigsqcup _{\alpha <\lambda }T(\alpha )}
위에 다음과 같은 부분 순서를 줄 수 있다.
{\displaystyle \forall s\in T(\alpha )\forall t\in T(\beta )\colon s\leq t\iff (\alpha \leq \beta )\land (f_{\beta \alpha }(t)=s)}

## 종류
기수 {\displaystyle \kappa }에 대하여, {\displaystyle \kappa }-아론샤인 나무(영어: {\displaystyle \kappa }-Aronszajn tree)는 다음 세 조건들을 만족시키는 나무 {\displaystyle T}이다.:69, Definition II.5.8:2
- 높이가 {\displaystyle \kappa }이다.
- 모든 가지의 크기는 {\displaystyle \kappa } 미만이다.
- 모든 단계의 크기는 {\displaystyle \kappa } 미만이다.

만약 {\displaystyle \kappa }가 주어지지 않았으면 {\displaystyle \kappa =\aleph _{1}}을 뜻한다.
기수 {\displaystyle \kappa }에 대하여, {\displaystyle \kappa }-수슬린 나무(Суслин-, 영어: Souslin tree)는 다음 조건을 만족시키는 나무이다.:69, Definition II.5.4
- 높이가 {\displaystyle \kappa }이다.
- 모든 사슬의 크기는 {\displaystyle \kappa } 미만이다.
- 모든 반사슬의 크기는 {\displaystyle \kappa } 미만이다.

만약 {\displaystyle \kappa }가 주어지지 않았으면 {\displaystyle \kappa =\aleph _{1}}을 뜻한다. 모든 단계는 반사슬이므로, {\displaystyle \kappa }-수슬린 나무는 항상 {\displaystyle \kappa }-아론샤인 나무이다.
만약 {\displaystyle \kappa }가 무한 기수라면, 모든 {\displaystyle \kappa }-수슬린 나무는 {\displaystyle \kappa }-아론샤인 나무이나, 그 역은 성립하지 않는다.
기수 {\displaystyle \kappa }에 대하여, {\displaystyle \kappa }-쿠레파 나무(Курепа-, 영어: Kurepa tree)는 다음 조건을 만족시키는 나무이다.:74, Definition II.5.16
- 높이가 {\displaystyle \kappa }이다.
- 크기 {\displaystyle \kappa }의 가지의 수가 {\displaystyle \kappa } 초과이다.
- 모든 단계의 크기는 {\displaystyle \kappa } 미만이다.

만약 {\displaystyle \kappa }가 주어지지 않았으면 {\displaystyle \kappa =\aleph _{1}}을 뜻한다.
| 이름                                  | 높이 조건                           | 가지 조건                                                                    | 단계 조건                                              |
| ------------------------------------- | ----------------------------------- | ---------------------------------------------------------------------------- | ------------------------------------------------------ |
| {\displaystyle \kappa }-수슬린 나무   | 높이가 {\displaystyle \kappa }이다. | 모든 가지의 크기는 {\displaystyle \kappa } 미만이다.                         | 모든 반사슬의 크기는 {\displaystyle \kappa } 미만이다. |
| {\displaystyle \kappa }-아론샤인 나무 | 높이가 {\displaystyle \kappa }이다. | 모든 가지의 크기는 {\displaystyle \kappa } 미만이다.                         | 모든 단계의 크기는 {\displaystyle \kappa } 미만이다.   |
| {\displaystyle \kappa }-쿠레파 나무   | 높이가 {\displaystyle \kappa }이다. | 크기 {\displaystyle \kappa }의 가지의 수가 {\displaystyle \kappa } 초과이다. | 모든 단계의 크기는 {\displaystyle \kappa } 미만이다.   |

"{\displaystyle \aleph _{1}}-수슬린 나무(또는 수슬린 직선)가 존재하지 않는다"는 명제를 수슬린 가설(Суслин假說, 영어: Souslin’s hypothesis) {\displaystyle {\mathsf {SH}}}이라고 한다.:66, Definition II.4.1:4 "{\displaystyle \aleph _{1}}-쿠레파 나무가 존재한다"는 명제를 쿠레파 가설(Курепа假說, 영어: Kurepa hypothesis) {\displaystyle {\mathsf {KH}}}라고 한다.:74, Definition 5.16 (역사적 이유로 인하여, 수슬린 가설과 쿠레파 가설의 정의는 서로 반대이다.)
{\displaystyle \kappa }-특수 아론샤인 나무(영어: special Aronszajn tree)는 다음 조건을 만족시키는 {\displaystyle \kappa }-아론샤인 나무 {\displaystyle T}이다.:91, Exercise II(40)
- {\displaystyle T}는 {\displaystyle \kappa } 미만 개의 반사슬들의 합집합이다.

## 구성
일부 나무들은 특정 전순서 집합과 밀접한 관계를 갖는다.

### 나무에 대응하는 전순서 집합
나무 {\displaystyle T}의 마디(영어: node)는 다음 조건을 만족시키는 부분 집합 {\displaystyle N\subseteq T}이다.
{\displaystyle \forall a,b\in N\colon (\downarrow \{a\})\setminus \{a\}=(\downarrow \{b\})\setminus \{b\}}
나무 {\displaystyle T}가 주어졌으며, 각 마디 {\displaystyle N\subseteq T}에 대하여 {\displaystyle N} 위의 전순서가 주어졌다고 하자. 그렇다면, 가지 집합 {\displaystyle \operatorname {Br} (T)} 위에 다음과 같은 전순서를 줄 수 있다.
{\displaystyle B\leq B'\iff B_{\alpha }\leq B'_{\alpha }}
{\displaystyle \alpha =\min\{\beta <\operatorname {ht} T\colon B(\beta )\neq B'(\beta )\}}
이를 {\displaystyle T}의 가지 공간(영어: branch space)이라고 한다.
임의의 기수 {\displaystyle \kappa }에 대하여, 정돈된 나무 {\displaystyle T}가 {\displaystyle \kappa }-강상향 반사슬 조건을 만족시킨다면, {\displaystyle L=\operatorname {Br} (T)}에 대하여, {\displaystyle \operatorname {Open} (L)\setminus \{\varnothing \}} 역시 {\displaystyle \kappa }-강상향 반사슬 조건을 만족시킨다.

### 전순서 집합에 대응하는 나무
최대·최소 원소를 갖지 않는 전순서 집합 {\displaystyle (L,\leq )}이 주어졌으며, {\displaystyle L}의 (순서 위상에서의) 최소 조밀 집합의 크기가 {\displaystyle \kappa }라고 하고, 또한 {\displaystyle \kappa }가 무한 기수라고 하자. 그렇다면, {\displaystyle L}의, 공집합이 아닌 열린구간들의 집합 {\displaystyle X=\{(a,b)\colon a<b\}} 위에 임의의 정렬 전순서 {\displaystyle \leq ^{\circ }}를 부여하였을 때, 다음과 같은 원소열 {\displaystyle =(I_{\alpha })_{\alpha <\kappa }}, {\displaystyle I_{\alpha }=\{x\in L\colon a_{\alpha }<x<b_{\alpha }\}}을 정의할 수 있다.
- {\displaystyle I_{\alpha }}는 {\displaystyle \textstyle \bigcup _{\beta <\alpha }\{a_{\alpha },b_{\beta }\}}와 서로소인, {\displaystyle \leq ^{\circ }}-최소 열린구간이다.

그렇다면, {\displaystyle \{I_{\alpha }\}_{\alpha <\kappa }}는 포함 관계에 대하여 부분 순서 집합을 이루며, 그 반대 부분 순서 집합 {\displaystyle T}는 {\displaystyle L}에 대응하는 나무이다.

### 수슬린 직선
다음 두 조건을 만족시키는 전순서 집합 {\displaystyle L}을 수슬린 직선(Суслин直線, 영어: Souslin line)이라고 한다.
- {\displaystyle \operatorname {Open} (L)\setminus \{\varnothing \}}은 가산 강하향 반사슬 조건을 만족시킨다. 여기서 {\displaystyle \operatorname {Open} (L)\setminus \{\varnothing \}\subseteq {\mathcal {P}}(L)}은 (순서 위상에서) {\displaystyle L}의 공집합이 아닌 열린집합들의 집합족이다.
- 분해 가능 공간이 아니다.

정돈된 수슬린 직선(整頓-Суслин直線)은 다음 조건을 추가로 만족시키는 수슬린 직선이다.:90, Exercise II(30)
- {\displaystyle L}은 최소 원소와 최대 원소를 갖지 않는다.
- {\displaystyle L}은 선형 연속체이다.

만약 수슬린 직선이 존재한다면, 정돈된 수슬린 직선이 존재한다.:90, Exercise II(30)
다음이 성립한다.:72–74, Theorem II.5.13
- 정돈된 {\displaystyle \aleph _{1}}-수슬린 나무에 대응하는 전순서 집합은 수슬린 직선이다.
- 정돈된 수슬린 직선에 대응하는 나무는 {\displaystyle \aleph _{1}}-수슬린 나무이다.

따라서, 수슬린 나무의 존재와 수슬린 직선의 존재는 서로 동치이다.

## 성질

### 순서론적 성질
나무에서, 모든 반사슬은 강상향 반사슬이다. 즉, 반사슬과 강상향 반사슬의 개념이 일치한다.
나무의 경우 다음 두 조건이 서로 동치이다.
- 하향 원순서 집합이다.
- 정확히 한 개의 뿌리를 갖는다.

다음 세 개념이 서로 동치이다.
- 전순서 집합인 나무
- 모든 단계가 한원소 집합이거나 공집합인 나무
- 정렬 전순서 집합

### 논리학적 성질
쾨니그 보조정리에 의하면, {\displaystyle \aleph _{0}}-아론샤인 나무는 존재하지 않는다.:69, Lemma II.5.7 ZFC만으로, {\displaystyle \aleph _{1}}-아론샤인 나무가 존재한다는 것을 증명할 수 있다.:70, Theorem II.5.9 그러나 {\displaystyle \aleph _{1}}-수슬린 나무의 존재(수슬린 가설)는 (ZFC가 무모순적이라면) ZFC와 독립적이다.
만약 구성 가능성 공리 {\displaystyle V=L}이 참이라면, 모든 순서수 {\displaystyle \alpha }에 대하여 {\displaystyle \aleph _{\alpha +1}}-수슬린 나무가 존재한다.
도달 불가능한 기수 {\displaystyle \kappa }에 대하여 다음 두 조건이 서로 동치이다.
- {\displaystyle \kappa }-아론샤인 나무는 존재하지 않는다.
- 약콤팩트 기수이다.

또한, 다음이 성립한다.
- 만약 체르멜로-프렝켈 집합론이 무모순적이라면, 수슬린 가설은 선택 공리를 추가한 체르멜로-프렝켈 집합론과 독립적이다.[3]:66, §II.4
- 수슬린 가설은 ZFC+일반화 연속체 가설과 무모순적이며, 또 연속체 가설의 부정과도 무모순적이다.[3]:66, §II.4
- 마틴 공리와 연속체 가설의 부정 {\displaystyle {\mathsf {MA}}\land \lnot {\mathsf {CH}}}은 수슬린 가설을 함의한다.[3]:66[8]
- 다이아몬드 원리 {\displaystyle \diamondsuit }는 수슬린 가설의 부정을 함의한다. (구성 가능성 공리 {\displaystyle V=L}는 다이아몬드 원리를 함의하므로, 역시 수슬린 가설의 부정을 함의한다.)

ZFC만으로, 모든 분해 가능 공간인 수슬린 직선은 {\displaystyle \mathbb {R} }와 순서 동형임을 증명할 수 있다. 이는 게오르크 칸토어가 증명하였다.

### 강제법
다음 데이터가 주어졌다고 하자.
- ZFC의 표준 추이적 모형 {\displaystyle M}
- {\displaystyle M} 속에서의 비가산 정칙 기수 {\displaystyle \kappa \in \operatorname {Card} ^{M}}, {\displaystyle \kappa >\omega }
- {\displaystyle M} 속에서의 정돈된 {\displaystyle \kappa }-수슬린 나무 {\displaystyle T\in M}
- {\displaystyle T}의 포괄적 순서 아이디얼 {\displaystyle G\subseteq T}

그렇다면, 강제법 모형 {\displaystyle M[G]}를 생각할 수 있다. 그렇다면, 다음이 성립한다.:229, Theorem VII.8.4
- {\displaystyle M[G]} 속에서, 나무 {\displaystyle T}는 {\displaystyle \kappa }-수슬린 나무가 아니다.

## 예

### 자명한 나무
임의의 집합 {\displaystyle X}에 대하여, 자명한 부분 순서 {\displaystyle a\leq b\iff a=b}를 주면, {\displaystyle X}는 나무를 이룬다. 그 높이는 만약 {\displaystyle X}가 공집합이라면 0이며, 만약 {\displaystyle X}가 공집합이 아니라면 1이다.
임의의 순서수 {\displaystyle \alpha }는 (폰 노이만 정의에서) 높이 {\displaystyle \alpha }의 나무를 이룬다.

### 완비 나무
임의의 순서수 {\displaystyle \alpha }와 집합 {\displaystyle S}에 대하여,
{\displaystyle S^{<\alpha }=\bigsqcup _{\beta <\alpha }S^{\beta }}
는 {\displaystyle \beta <\alpha }에 대한 열 {\displaystyle \beta \to S}들의 집합이다. 여기에 부분 순서
{\displaystyle (s_{i})_{i<\beta }\leq (s'_{i'})_{i'<\beta '}\iff (\beta \leq \beta ')\land (s=s'\upharpoonright \beta )}
를 부여하면, 이는 높이 {\displaystyle \alpha }의 나무를 이룬다. 이를 높이 {\displaystyle \alpha }의 완비 {\displaystyle S}진 나무(영어: complete {\displaystyle S}-ary tree)라고 한다.:68, §II.5 만약 {\displaystyle S}가 한원소 집합이라면, 높이 {\displaystyle \alpha }의 완비 {\displaystyle S}진 나무는 {\displaystyle \alpha }와 순서 동형이다.

### 묘사적 집합론에서의 나무
집합 {\displaystyle S}가 주어졌다고 하자. 그렇다면, 높이 {\displaystyle \omega }의 완비 {\displaystyle S}진 나무 {\displaystyle S^{<\omega }}를 생각하자. 그렇다면, {\displaystyle S^{<\omega }}의 하집합은 나무를 이룬다.
묘사적 집합론(영어: descriptive set theory)에서는 위와 같은 나무들을 주로 사용한다.:5, Definition 2.1 이러한 나무 {\displaystyle T\subseteq S^{<\omega }}의 경우, 높이 {\displaystyle \omega }의 가지들의 집합은 보통 {\displaystyle [T]}로 표기하며, 나무의 몸통(영어: body 보디[*])이라고 한다.:5, Definition 2.1 이 경우, 자연스럽게 {\displaystyle [T]\subseteq S^{\omega }}가 된다.
{\displaystyle S}를 이산 공간으로 간주하며, {\displaystyle S^{\omega }}를 그 가산 무한 곱공간으로 생각하자. 그렇다면, 임의의 부분 집합 {\displaystyle A\subseteq S^{\omega }}에 대하여 다음 두 조건이 서로 동치이다.:7, Proposition 2.4
- {\displaystyle A=[T]}인 하집합 {\displaystyle T\subseteq S^{<\omega }}가 존재한다.
- {\displaystyle A}는 {\displaystyle S^{\omega }}의 닫힌집합이다.

정렬 전순서 집합 {\displaystyle (S,\leq _{S})} 및 하집합 {\displaystyle T\subseteq S^{<\omega }}에 대하여, 다음 두 조건이 서로 동치이다.:12, Proposition 2.12
- {\displaystyle [T]=\varnothing }
- {\displaystyle T} 위의 (사전식) 전순서 {\displaystyle s\leq _{\operatorname {KB} }t\iff s\geq t\lor s_{\min\{\alpha \colon s_{\alpha }\neq t_{\alpha }\}}<_{S}t_{\min\{\alpha \colon s_{\alpha }\neq t_{\alpha }\}}}는 정렬 전순서이다.

증명:
만약 {\displaystyle s\in [T]}라면,
{\displaystyle (s_{0})>_{\operatorname {KB} }(s_{0},s_{1})>_{\operatorname {KB} }(s_{0},s_{1},s_{2})>_{\operatorname {KB} }\dotsb }
이므로 {\displaystyle >_{\operatorname {KB} }}는 정렬 전순서가 아니다.
반대로, 만약
{\displaystyle s^{0},s^{1},s^{2},\dotsc \in T}
{\displaystyle s^{0}>_{\operatorname {KB} }s^{1}>_{\operatorname {KB} }s^{2}>_{\operatorname {KB} }\dotsb }
라면,
{\displaystyle s_{0}^{0}\geq _{S}s_{0}^{1}\geq _{S}s_{0}^{2}\geq _{S}\dotsb }
이다. {\displaystyle (S,\leq _{S})}가 정렬 전순서 집합이므로,
{\displaystyle a_{0}=s_{0}^{n_{1}}=s_{0}^{n_{1}+1}=s_{0}^{n_{1}+2}=\dotsb }
{\displaystyle n_{1}<\omega }
인 {\displaystyle a_{0}\in S} 및 {\displaystyle n_{1}<\omega }가 존재한다. 이 경우, {\displaystyle (a_{0})\leq s^{n_{1}}}이므로 {\displaystyle (a_{0})\in T}이다. 마찬가지로,
{\displaystyle s_{1}^{n_{1}}\geq _{S}s_{1}^{n_{1}+1}\geq _{S}s_{1}^{n_{1}+2}\geq _{S}\dotsb }
이므로,
{\displaystyle a_{1}=s_{1}^{n_{2}}=s_{1}^{n_{2}+1}=s_{1}^{n_{2}+2}=\dotsb }
{\displaystyle n_{1}\leq n_{2}<\omega }
라고 하자. 이 경우 {\displaystyle (a_{0},a_{1})\leq s^{n_{2}}}이므로 {\displaystyle (a_{0},a_{1})\in T}이다. 이를 반복하면
{\displaystyle (a_{0},a_{1},a_{2},\dotsc )\in [T]}
를 얻는다.

## 역사

### 19세기~20세기 초
게오르크 칸토어는 1895년에 최대·최소 원소를 갖지 않는, 분해 가능 선형 연속체가 항상 실수의 전순서 집합과 순서 동형임을 증명하였다.:§11, 510–512 미하일 수슬린은 1920년에 사후 출판된 원고에서 칸토어의 위 정리에서 분해 가능 공간 조건을 가산 강하향 반사슬 조건으로 약화시키면 어떻게 되는지 여부에 대한 문제를 제시하였다.:223 이 논문에서 수슬린 가설은 다음과 같이 3번 문제로 수록되어 있다.
| “ | 3) (전)순서 집합에서 건너뜀이나 틈이 없으며 [즉, 완비 조밀 순서이며], (하나 이상의 원소를 갖는) 겹치지 않는 구간들의 집합이 항상 가산이라면, 이는 항상 (표준적) 실연속체인가? M. 수슬린 씨의 문제. 3) Un ensemble ordonné (linéairement) sans sauts ni lacunes et tel que tout ensemble de ses intervalles (contenant plus qu’un élément) n’empiétant pas les uns sur les autres est au plus dénumerable, est-il nécessairement un continue linéaire (ordinaire)? Problème de M. M. Souslin. | ” |

이후 주로 쿠레파가 수슬린 나무의 개념을 도입하였고, 수슬린 가설을 수슬린 나무로서 서술할 수 있음을 보였다.:69, §II.5 이처럼 역사적으로 수슬린 가설은 전순서 집합의 이론에서 유래하였지만, 케네스 쿠넌은 다음과 같이 적었다.
| “ | 수슬린 가설을 비롯한 여러 조합론적 명제들은 나무에 대한 명제로 이해하는 것이 가장 낫다. Suslin’s Hypothesis, as well as a number of other combinatorial statements, are best understood as assertions about trees. | ” |
|   | — :68, §II.5 |   |

아론샤인 나무는 1938년에 주로 쿠레파의 논문에서 최초로 등장하였다. 쿠레파는 이 개념을 "아론샤인 씨의 분기 집합"(프랑스어: ensemble ramifié de M. Aronszajn 앙상블 라미피에 드 므쇠 아론샤인[*])이라고 일컬었으며, 이 논문에서 다음과 같이 적었다.
| “ | 한동안 나는 [전순서 집합으로부터 구성된 아론샤인 나무]의 존재의 문제에 대하여 시달렸다. 바르샤바를 떠나기 며칠 전 (1937년 4월 말) 나는 이 문제를 긍정적으로 해결했다고 생각하였으며, 이에 대한 논문을 작성하여 《푼다멘타 마테마티카이》 편집부에 투고하였다. 열흘 뒤에 나는 내 증명 속의 오류를 발견하였으며, 이 오류는 내 박사 학위 논문에도 있던 것이었다 […]. 이 명제의 증명을 고칠 수 없어서 나는 아론샤인 씨와 의논하였다. 아론샤인 씨는 이를 성공적으로 증명하였으며, 또한, 재미있게도, 그가 내게 그의 멋진 증명을 보여준 이틀 뒤, 내가 당주아 씨와의 대화 도중에 알게 된 것은, 그 유명한 기하학자 역시, 수슬린 문제와 씨름하는 과정에서, 1936년 봄에 이 명제를 이미 증명했다는 것이었다. Depuis un moment, je fus hanté par le problème de l’existence d’un [arbre de Aronszajn composé d’ensembles linéares fermés], et, quelques jours avant de partir de Varsovie (vers la fin du mois d’avril 1937), j’avais cru avoir résolu la question par l’affirmative et avais composé là-dessus un article et transmis à la Rédaction des Fundamenta Mathematicae. Une dizaine de jours après, j’avais découvert une faute dans ma démostration, faute qui se trouve aussi dans ma Thèse […]. N’ayant pas pu rétablir la démonstration de la proposition ci-dessus, je me suis adressé à M. Aronszajn; M. Aronszajn y a réussi, et, fait curieux, deux jours après qu’il avait bien voulu m’exposer sa belle démonstration, j’ai appris, lors d'une conversation avec M. Denjoy, que, de sa part, l’illustre géomètre, en s’occupant du problème de Souslin, avait été, dès [l]e printemps 1936, en possession de la [p]roposition […]. | ” |
|   | — :132 |   |

쿠레파 나무 역시 주로 쿠레파가 도입하였다.

### 20세기 중반~21세기
토마시 예흐(체코어: Tomáš J. Jech)와 스탠리 테넨바움이 수슬린 나무가 존재하는 강제법 모형을 제시하였다.:§2 곧 또한 로널드 비언 젠슨(영어: Ronald Björn Jensen)은 다이아몬드 원리를 가정하면 수슬린 나무가 존재함을 증명하였다.:§2
1971년에 로버트 솔로베이와 스탠리 테넨바움은 반복 강제법을 도입하여, 연속체 가설의 부정과 마틴 공리를 가정하면 수슬린 나무가 존재하지 않음을 증명하였다.:§3
같은 해에 잭 하워드 실버(영어: Jack Howard Silver)는 쿠레파 가설 역시 (ZFC가 무모순적이라면) ZFC와 독립적임을 증명하였다.
수슬린 문제에 대하여 메리 엘런 루딘은 다음과 같이 적었다.
| “ | 이 문제를 처음 접하는 수학자들은 보통 "수슬린 나무는 존재할 수 없다"고 직감하거나 또는 반대로 "수슬린 나무를 구성하는 알고리즘을 제시할 수 있다"고 직감한다. The uninitiated mathematician usually feels strongly either that there can be no Souslin tree or, just as strongly, that he should be able to describe an algorithm for the construction of a Souslin tree. | ” |
|   | — |   |

즉, 수슬린 문제는 사실과 달리 "당연히 참"이거나 "당연히 거짓"인 것처럼 보인다는 것이다.
얀 미치엘스키는 수슬린 가설을 옹호하기 위하여 다음과 같이 적었다.
| “ | 수학에서는 [수슬린 가설]을 위배하는 전순서 집합이 등장하지 않는다. 따라서, 집합론을 자연스럽게 단순화하기 위하여, 우리는 [수슬린 가설]을 [공리로서] 받아들이기로 한다. [W]e do not meet in mathematics any linear orders violating [Suslin’s hypothesis]. So we accept [Suslin’s hypothesis] [as an axiom] since it simplifies set theory in a natural way. | ” |
|   | — :209 |   |